# Beregama aurea
Beregama aurea är en spindelart som först beskrevs av Ludwig Carl Christian Koch 1875.  Beregama aurea ingår i släktet Beregama och familjen jättekrabbspindlar. Inga underarter finns listade.

## Bildgalleri

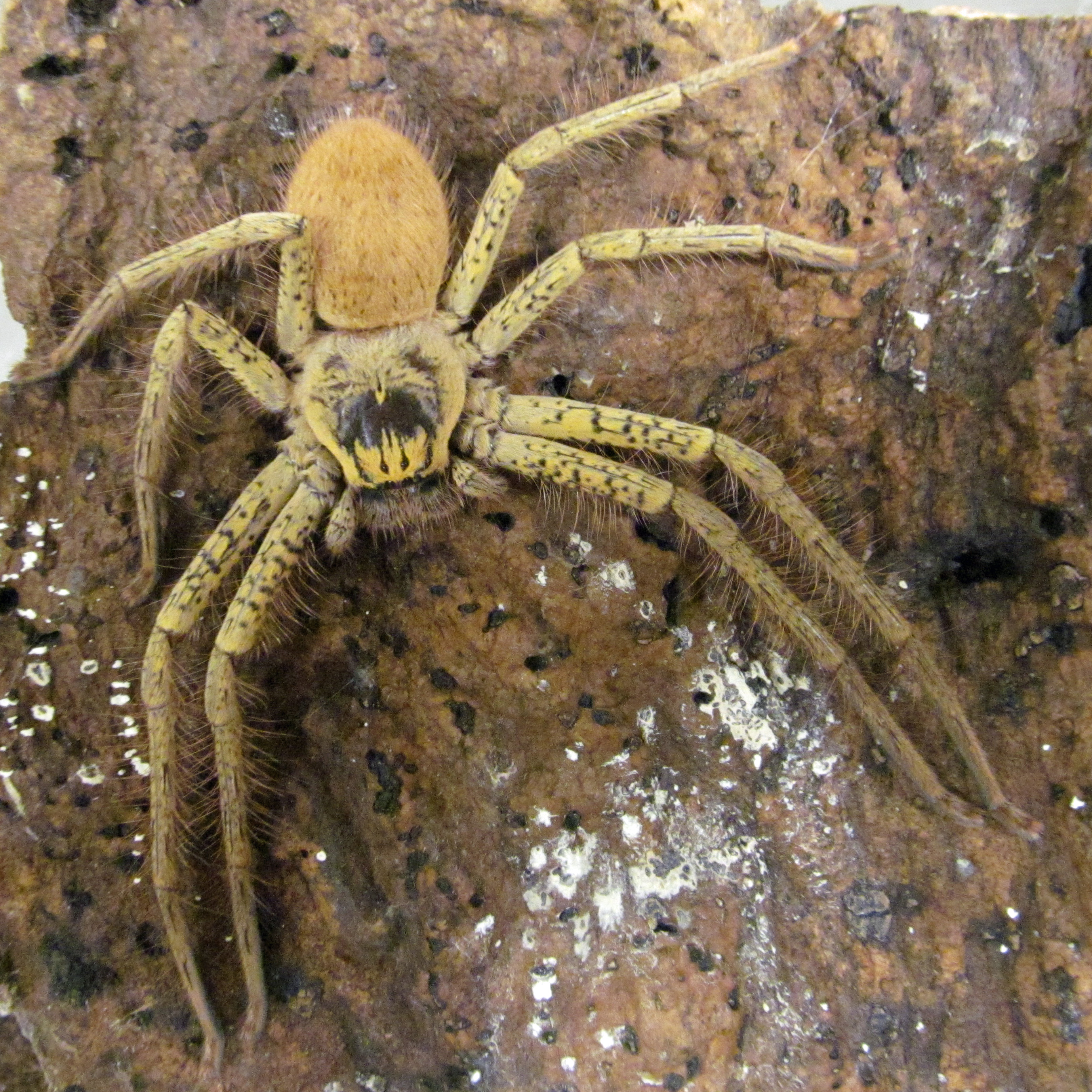